# Thyatira
Thyatira este un gen de insecte lepidoptere din familia Drepanidae.

## Galerie

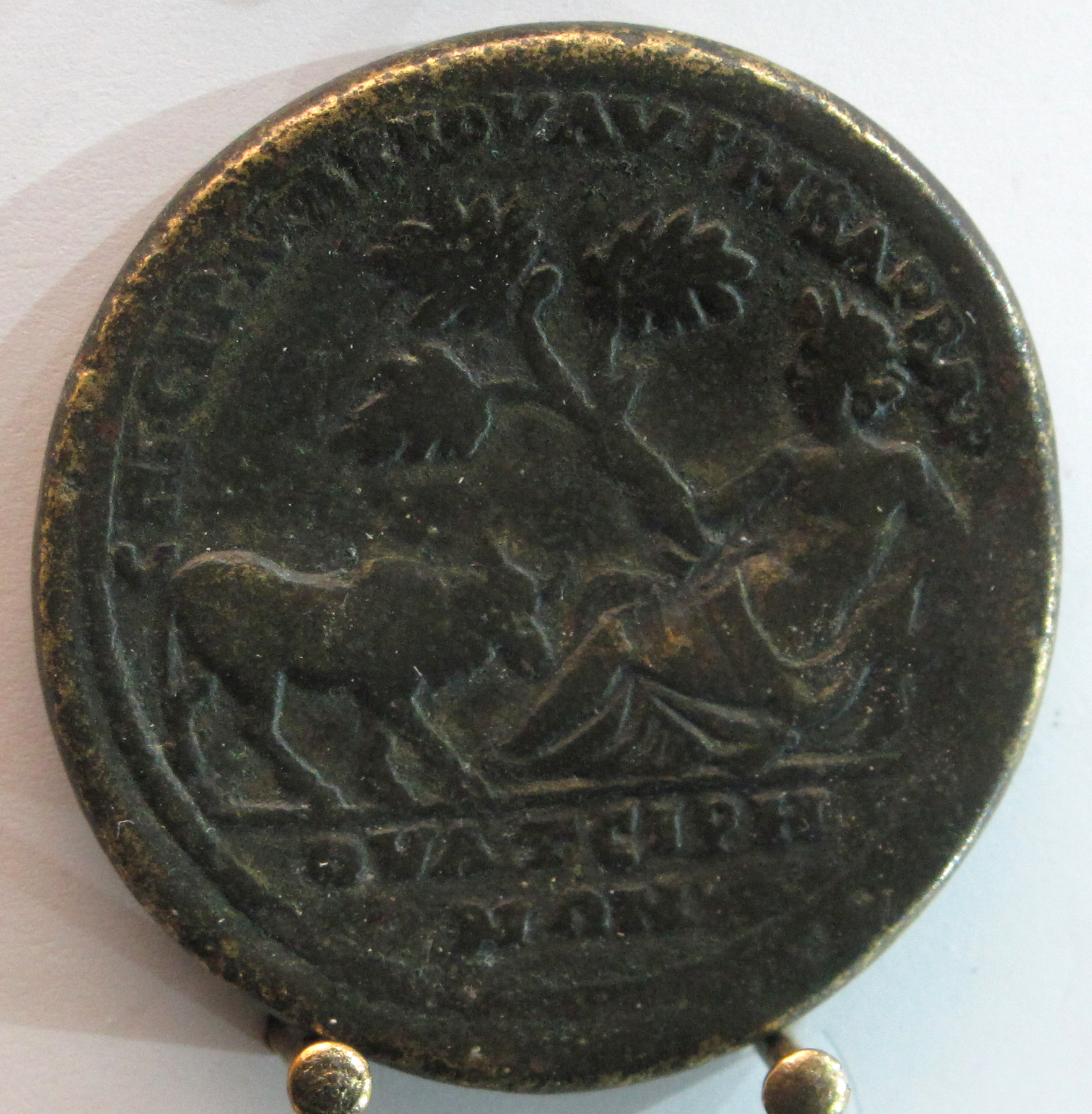

## Specii[1]
- Thyatira albopunctata
- Thyatira assamensis
- Thyatira baliensis
- Thyatira batis
- Thyatira bodemeyeri
- Thyatira brasiliensis
- Thyatira casta
- Thyatira cognata
- Thyatira conflua
- Thyatira confluens
- Thyatira costaricana
- Thyatira derosea
- Thyatira dierli
- Thyatira dysimata
- Thyatira elbursina
- Thyatira flavimacula
- Thyatira formosicola
- Thyatira hedemanni
- Thyatira indecorata
- Thyatira japonica
- Thyatira juncta
- Thyatira kwangtungensis
- Thyatira mandschurica
- Thyatira mexicana
- Thyatira nepalensis
- Thyatira obscura
- Thyatira orientalis
- Thyatira pallida
- Thyatira phaea
- Thyatira rubrescens
- Thyatira staphyla
- Thyatira superba
- Thyatira szechwana
- Thyatira tama
- Thyatira tienmushana
- Thyatira variabilis
- Thyatira vicina
- Thyatira vietnamensis
- Thyatira wilemani